# Marchantia solomonensis
Marchantia solomonensis là một loài Rêu trong họ Marchantiaceae. Loài này được Bischl. mô tả khoa học đầu tiên năm 1989.